# Gerbillurus
Gerbillurus és un gènere de rosegadors de la família dels múrids. Conté quatre espècies, totes oriündes de l'Àfrica Austral. Tenen una llargada de cap a gropa de 9–12 cm, la cua de 9,5–15,6 cm i un pes de 20–37 g. Es diferencien dels altres representants de la tribu dels gerbil·lurinis en diversos caràcters dentals. Els seus hàbitats naturals són els deserts i semideserts.